# 吉格哈島

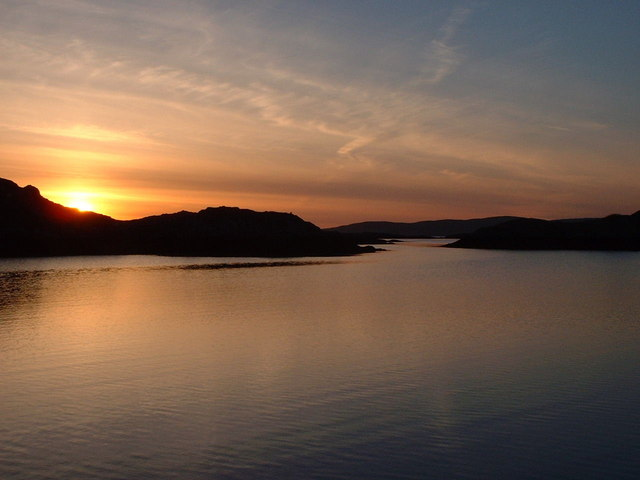

吉格哈島是蘇格蘭的島嶼，位於巴拉島和埃里斯凱島之間的大西洋海域，屬於外赫布里底群島的一部分，面積0.96平方公里，最高點海拔高度95米，島上無人居住。
56°59′N 7°28′W / 56.983°N 7.467°W